# Elecciones presidenciales de Argentina de 1826
La primera elección presidencial de la historia argentina tuvo lugar el 7 de febrero de 1826, para escoger al primer Presidente de las Provincias Unidas del Río de la Plata, en el marco de la Guerra del Brasil. La elección se realizó de forma indirecta, mediante el Congreso de las Provincias Unidas, que actuó como Colegio Electoral y sin representación de todas las provincias. Bernardino Rivadavia, del Partido Unitario, fue el único candidato, siendo elegido con 35 votos a favor y 3 en contra (los demás candidatos fueron Carlos María de Alvear, Juan Antonio Lavalleja y Juan Antonio Álvarez de Arenales), y juramentado al día siguiente. Su nombramiento, debido a que aún no se había sancionado ni aprobado una constitución nacional, fue cuestionado y visto con recelo por varias de las provincias del interior, fuera de Buenos Aires, o ya de plano considerado nulo.